# Jordi V Gurieli
Jordi V Gurieli fou mtavari de Gúria del 1744 al 1760 i del 1765 al 1768. El 1768 el seu oncle Mamia IV Gurieli es va imposar definitivament. Era fill de Jordi III de Gúria. Estava casat amb Mariami, filla d'Alexandre V d'Imerècia.